# Hockey Novara
L'Hockey Novara è una squadra di hockey su pista di Novara. È la terza società sportiva in Italia per numero di scudetti vinti: 32.
Fondato come Hockey Club Vittoria nel settembre del 1924, e in seguito rinominato Hockey Club Novara nel febbraio del 1925, il Club ha militato stabilmente nella massima categoria del campionato italiano di hockey su pista. Al termine della stagione 2008-2009, la FIHP ne dispose tuttavia la retrocessione a tavolino per mancanza di regolare attività giovanile. La compagine, pur mantenendo l'affiliazione alla Federazione, non disputò più alcun campionato per mancanza di fondi. In seguito, durante la stagione 2010-2011, il proprietario dott. Massimo Rapetto cercò di rilanciare il marchio storico Hockey Novara attraverso una partnership con il gruppo dirigenziale del Roller 3000. Nel 2011 fu interrotta l'affiliazione dell'Hockey Novara alla FIHP e tale operazione tolse dal panorama hockeistico italiano la società.

È da registrare che dal 2009 l'Hockey Novara non ha più svolto alcuna attività sportiva e, di conseguenza, ha sospeso l’esistenza dal punto di vista agonistico; tuttavia la società non è fallita, bensì è stata, per così dire, mantenuta in "stato di ibernazione" dall'ultimo presidente e proprietario, Massimo Rapetto fino al gennaio 2021, quando è stata riaffiliata alla FISR con il suo storico nº 4. 
Nel suo palmarès figurano 32 vittorie nel campionato italiano, 20 Coppe Italia, 3 Coppe di Lega per un totale di 55 vittorie in competizioni nazionali, a cui vanno sommati 5 titoli vinti a livello internazionale: 3 Coppe CERS, oltre a 2 trofei minori (nel 1995 Euro League e Mundialito de España). Fu insignito della Stella d'Oro al Merito Sportivo CONI nel 1976 e della Medaglia d'Oro al Merito FIHP nel 1995.

## Storia

### Dalle origini agli anni quaranta: Lino Grassi e i cinque campionati consecutivi
(Lino Grassi, in ricordo della prima partita vera organizzata contro la Pro Vercelli, disputata il 4 giugno 1925 e conclusasi con la vittoria per 4-3)
Masera (1900-1960) è riconosciuto con Francesco Cestagalli come il pioniere dell'Hockey Novara. Vittorio viveva a Novara in casa Baraggioli (sopra al cinematografo della sala Vittoria), si laureò in ingegneria forestale e fu il primo presidente dell'Hockey Novara. È inoltre considerato il dirigente che lanciò l'hockey a Novara.

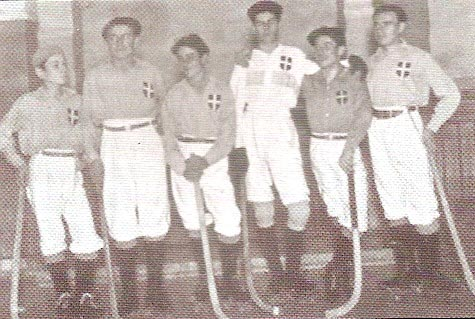
La prima squadra dell'Hockey Novara nella sala sotterranea del cinema Vittoria

Nel settembre del 1924 in corso Vittorio Emanuele 48 (presso la sala sotterranea del cinema Vittoria) nacque l'Hockey Club Vittoria (più precisamente Club Vittoria Skating, Danze e Hockey) per iniziativa dei due pionieri Francesco Cestagalli e Vittorio Masera, i quali scoprirono questo gioco nella vicina Milano (città nella quale erano presenti due realtà consolidate quali il Sempione e il Milan Skating).
Il passo successivo fu l'iscrizione (nel gennaio del 1925) del Vittoria Hockey Club Novara alla Federazione. Nel mese di febbraio Vittorio Masera, consigliato da amici, decise di adottare per la società e la squadra il nome Hockey Club Novara.
La prima partita del Club fu disputata il 4 giugno del 1925 a Vercelli contro la Pro Vercelli e si concluse con la vittoria per 4-3, mentre la prima gara internazionale fu disputata il 28 dicembre del 1925 contro l'Hockey Club Paris e si concluse con una sconfitta per 9-2.
Nel febbraio del 1926 l'Hockey Novara, pur non partecipando ancora ad un campionato, giocò un torneo internazionale presso la sala sotterranea del cinema Vittoria di Novara. A questo torneo parteciparono squadre storiche quali l'inglese Herne Bay, il Montreux HC e il Milan Skating e, grazie all'ottima prestazione, l'anno seguente l'esperienza si ripeté a Montreux.
Pur non avendo ancora partecipato al campionato italiano la squadra, come testimoniato anche dalle convocazioni in nazionale dei vari Cestagalli, Zavattaro, Grassi era nota e stimata in Italia e all'estero.
Finalmente dopo queste prime apparizioni, l'Hockey Novara esordì ufficialmente nel Campionato del 1929, dove si classificò primo a pari merito con la Triestina ma, in virtù del regolamento (scudetto riassegnato ai campioni in carica), il titolo finì ancora ai forti triestini.
Il primo grande ciclo vincente del club piemontese iniziò nel 1930, quando a soli sei anni dalla sua fondazione l'Hockey Novara vinse il suo primo titolo.
Nel 1931 non ci fu nessun torneo e lo stesso regolamento applicato nel 1929, questa volta premiò i novaresi e lo scudetto finì nel loro palmarès.
A partire dal campionato del 1932 iniziò un duello sportivo tra l'Hockey Novara dei vari Grassi, Cestagalli, Zavattaro, e il Milan di Pera e Zorloni che durerà per diversi anni. In questo primo torneo le finali si disputarono a Roma, con nove squadre ai nastri di partenza che si affrontarono in un girone all'italiana. Decisiva ai fini dell'assegnazione del titolo risultò essere l'ultima giornata, quando si affrontarono le prime due della classe: Hockey Novara e Milan. Al termine della gara il club novarese (battendo i milanesi per una rete a zero) si aggiudicò il suo terzo titolo consecutivo.
Stesso copione anche per il torneo del 1933, ovvero Hockey Novara vittorioso sul Milan con il risultato di 4 a 3.
Nel 1934 arrivò il quinto titolo consecutivo, che concluse il primo ciclo vincente del Club e che permise agli azzurri piemontesi di eguagliare il record di cinque titoli consecutivi della Triestina.
Ma nel 1935 il Milan riuscì a vincere il titolo, interrompendo così la supremazia dell'Hockey Novara. 

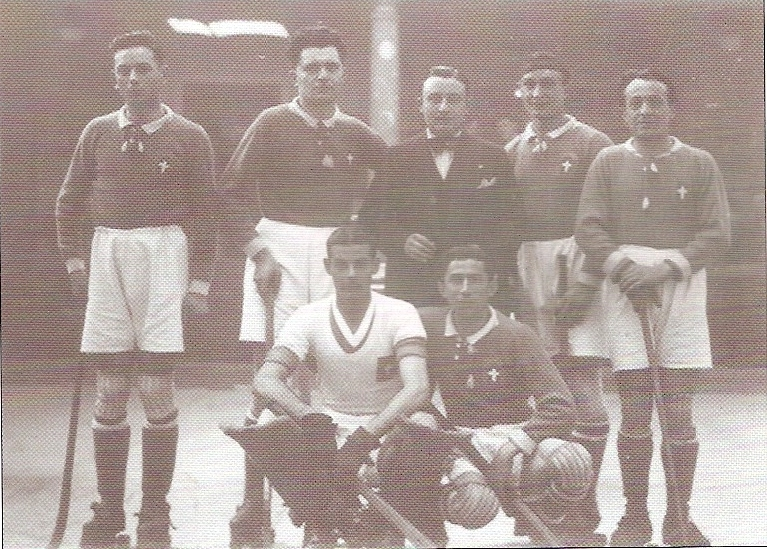
Formazione dell'Hockey Novara anni trenta, vincitore di sei scudetti. In piedi (da sinistra) Zavattaro, Drisaldi, il dirigente Monfrone, Ciocala, Gallina; accosciati (da sinistra) Grassi e Cestagalli

Tale sconfitta, come ricordato da Lino Grassi, fu l'occasione per far affiorare i problemi del club (che in precedenza aveva anche tentato un "gemellaggio" con la squadra di calcio cittadina nella speranza, risultata vana, di ricevere aiuti):
(Lino Grassi, in ricordo della sconfitta nel campionato del 1935)
In seguito a tali esternazioni, i giocatori e il presidente Masera ottennero un incontro con il podestà di Novara e raggiunsero un accordo per la costruzione di una pista per l'hockey in caso di vittoria nel campionato alle porte (una sorta di "premio partita").
Nel 1936 il Novara tornò al successo conquistando il suo sesto titolo e, come da accordi, venne fatta costruire una nuova pista sita in Viale Buonarroti, inaugurata il 21 aprile 1937 e tuttora esistente.
Tutte queste vittorie attirarono inevitabilmente l'interesse della Nazionale italiana e molti giocatori della compagine novarese ne fecero parte. Tra questi ricordiamo il portiere Grassi (primo giocatore novarese a vestire la maglia della Nazionale) che, oltre a difendere la porta novarese fino al 1953, vinse dieci scudetti e partecipò a diverse edizioni del campionato del Mondo e campionato Europeo. Oltre a lui, gli altri protagonisti di questi primi successi azzurri furono Ciocala, Zavattaro, Drisaldi, Cestagalli, Concia, Genesi, Gallina, Pomella. A partire dal 1937 iniziò il dominio del Pubblico Impiego Trieste e, per rivedere uno scudetto nella città della Cupola antonelliana, bisognerà attendere il secondo dopoguerra.

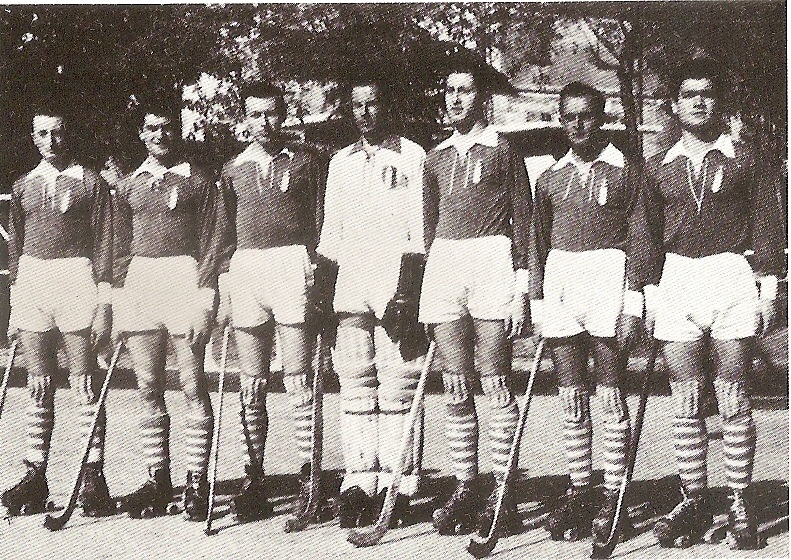
Formazione dell'Hockey Novara del secondo dopoguerra. Da sinistra Ghione, Prandi, Nanotti, Grassi, Gallarini, Monfrinotti e Panagini.

### Il secondo dopoguerra: la prima stella, Panagini campione del Mondo nel 1953
Nel secondo dopoguerra la società si rinnovò sia a livello dirigenziale (Ugo Schleifer presidente per un biennio) che di organico (non ci sono più i vari Cestagalli, Gallina, Zavattaro, Concia) e, dopo una lunga parentesi di dieci anni, arrivarono nuovi trionfi.
Nel 1946 iniziò l'avventura del nuovo Hockey Novara che si presentò ai nastri di partenza del campionato con Grassi e Ciocala unici superstiti della squadra degli anni trenta e con nuovi giocatori frutto del proprio vivaio quali Gallarini, Nanotti, Ghione, Prandi e una coppia formidabile di attaccanti entrambi classe 1929, quali furono Monfrinotti e "Gin" Panagini. Il campionato, dopo una fase preliminare con tre gironi, ebbe il suo apice a Novara dove si affrontarono, oltre alla squadra di casa, Corniglianese Genova, Triestina, Milan SHC, Edera Trieste e ASSI Firenze. Gli azzurri, dopo aver vinto contro la capolista Corniglianese, passarono al comando e battendo poi la Triestina per 1-0 riuscirono a vincere il campionato. Con 10 reti Panagini fu il capocannoniere del torneo (alla pari con Massa della Corniglianese).

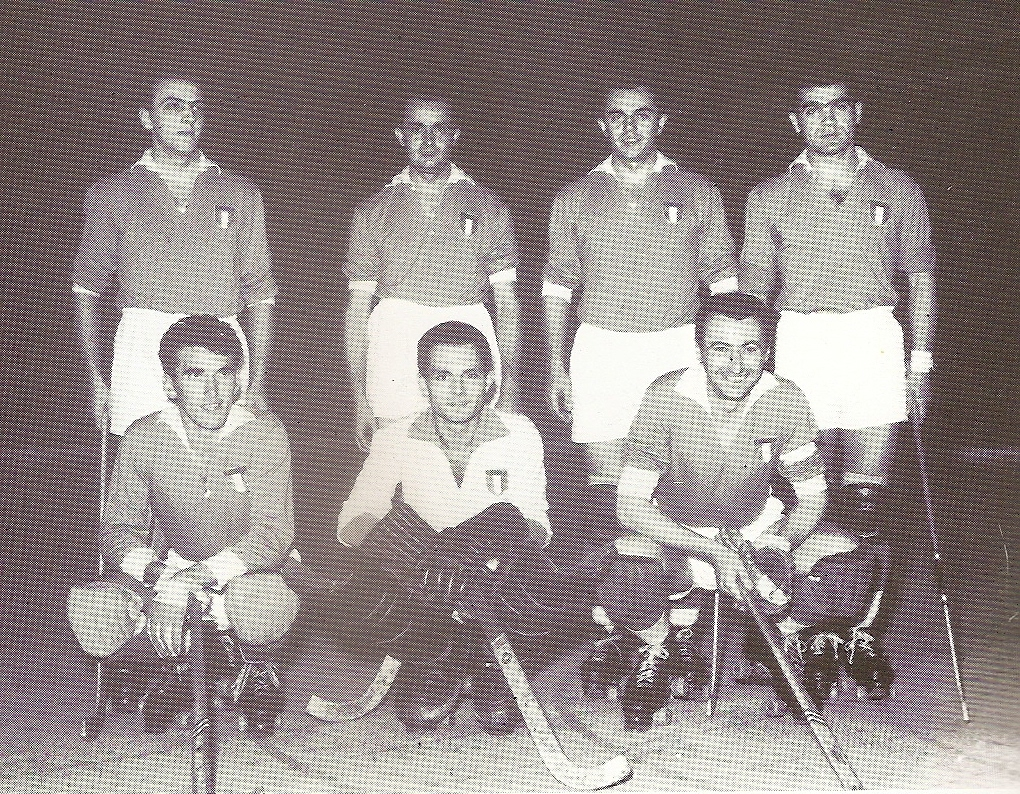
L'Hockey Novara campione d'Italia 1959. In piedi (da sinistra) Zaffinetti, Monfrinotti, Cerrina, Panagini; accosciati (da sinistra) Aina, Sacchi, Nanotti

Il campionato del 1947 vide tra le squadre partecipanti le finaliste dell'anno precedente più il neo-promosso Mirabello. Alla fine il Novara ebbe la meglio con 23 punti su Edera Trieste (20 punti) e Hockey Club Monza (19 punti).
Nel 1948 il titolo andò all'Edera Trieste, mentre nel 1949 lo scudetto tornò a cucirsi sulle maglie dell'Hockey Novara.
Il 1950 fu l'anno storico, in quanto la squadra novarese vinse il suo decimo titolo che le valse in seguito il diritto a poter esporre sulle maglie la prima stella.
Dopo una lunga parentesi senza vittorie, nel 1958 l'Hockey Novara tornò al successo mettendo in mostra un attacco capace di produrre con il trio Panagini, Monfrinotti e l'astro nascente Zaffinetti 128 goal (il solo Panagini ne realizzò 68 vincendo la classifica marcatori).
Nel 1959, dopo una dura lotta contro l'Hockey Club Monza, gli azzurri riuscirono a vincere il loro dodicesimo scudetto.
Le due Coppe Italia vinte nel 1966 e 1967 (conquistate sotto la presidenza Ceresa), chiusero il secondo ciclo vincente dell'Hockey Novara. Protagonista assoluto di queste vittorie fu il novarese Ferruccio Panagini, vincitore di tutti gli scudetti di questo periodo (1946, 1947, 1949, 1950, 1958, 1959), cinque titoli di capocannoniere e, con la maglia della nazionale, del campionato del Mondo di Ginevra nel 1953.

### Gli anni settanta: l'era Tarantola, l'olandese Olthoff, la seconda stella

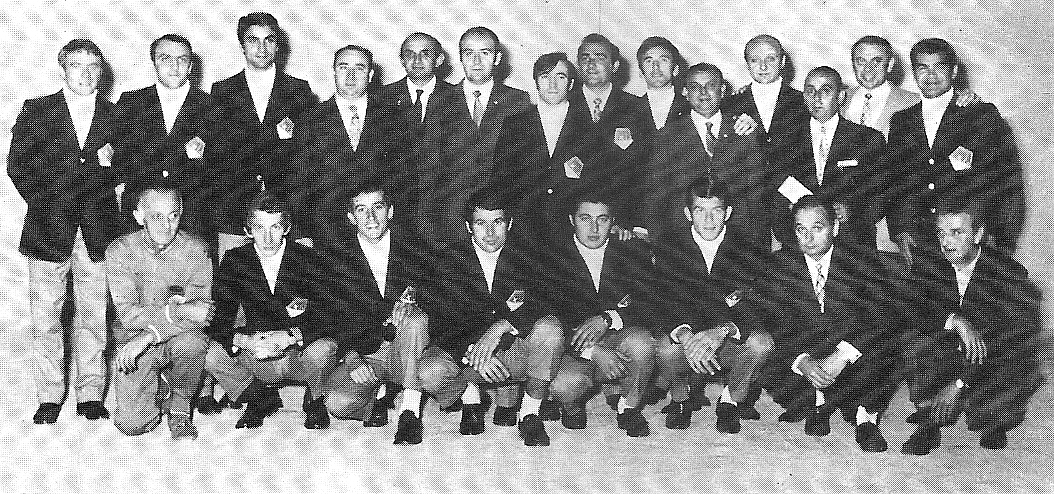
Giocatori, dirigenti e tecnici festeggiano il 13º scudetto del 1969, giunto dopo dieci anni dall'ultimo.

Dopo un periodo di anonimato, nel 1969 con l'avvento alla presidenza del geom. Santino Tarantola l'Hockey Novara tornò competitivo: ingaggiò il primo straniero del campionato italiano (l'olandese Robert Olthoff), voluto fortemente da Ferruccio Panagini. Nello stesso anno venne anche costruito il Palazzetto dello sport.
Olthoff esordì durante il girone di ritorno del campionato 1969 e con le sue reti contribuì assieme ai vari Zaffinetti (capocannoniere con 39 reti), Romussi, Aina, Mora, Colombo, Marcon e Maderna, alla conquista del primo scudetto di questo nuovo ciclo dell'Hockey Novara.
Al termine del campionato altri giocatori stranieri (ad esempio António Livramento) rafforzarono le dirette avversarie dell'Hockey Novara, ma il titolo del 1970 andò nuovamente agli azzurri, i quali conclusero il torneo da imbattuti con 33 punti in 18 partite.
Nel 1971 il Novara, con 42 punti in 22 partite (20 vittorie e 2 pareggi con Triestina e C.G.C. Viareggio) e un immarcabile Olthoff (cannoniere con 91 reti), vinse il quindicesimo titolo lasciando a nove lunghezze la Triestina seconda classificata.
In questo periodo iniziò l'avventura a livello internazionale dell'Hockey Novara, con l'assalto alla Coppa dei Campioni. Durante l'edizione del 1971 la squadra arrivò a disputare la sua prima finale europea contro i campioni in carica del Reus Deportiu (vincitori delle precedenti quattro edizioni della competizione), ma dopo aver strappato un pareggio (7-7) nella partita di andata, Olthoff e compagni dovettero inchinarsi alla squadra spagnola. 

Robert Olthoff, primo giocatore straniero del campionato italiano. Qui premiato dal presidente federale Gianni Mariggi

Archiviato il campionato e la delusione in coppa, l'ambizioso presidente Tarantola decise di rafforzare ulteriormente la squadra acquistando il bomber Beniamino Battistella il quale si unì ad una squadra già competitiva composta da Romussi, Maremma, Aina, Mora, Zaffinetti, Marcon, Olthoff, Romagnoli e Maderna.
Come l'anno precedente, nel 1972 l'Hockey Novara vinse il suo quarto scudetto consecutivo conquistato con 42 punti in 22 partite (con due soli pareggi) distaccando il Breganze di 14 punti. 
In ambito internazionale, i novaresi raggiunsero per la seconda volta consecutiva la finale di Coppa dei Campioni sotto la guida di Ferruccio Panagini, ancora contro il Reus Deportiu. Dopo aver vinto con uno scarto di otto reti la partita di andata, al ritorno i campioni in carica riuscirono a ribaltare a proprio favore il risultato facendo svanire nuovamente i sogni di gloria di Olthoff e compagni. 
Nel 1973, con un po' più di fatica rispetto al precedente campionato, l'Hockey Novara vinse lo scudetto con tre lunghezze di vantaggio sul Breganze (secondo), ma venne battuto dal Monza per 6-5 interrompendo così, dopo tre anni e mezzo, una lunga serie di 84 partite senza subire sconfitte.
Nel 1975, ancora sotto la guida di Ferruccio Panagini la squadra, nonostante la partenza del bomber Zaffinetti e l'abbandono dell'attività agonistica del capitano-giocatore Aina, vinse il diciannovesimo titolo, ottenuto con 37 punti davanti all'Hockey Club Monza (24 punti) e stabilì il record di sette scudetti consecutivi. A livello personale, Battistella stabilì un proprio primato riconfermandosi per la terza volta consecutiva capocannoniere con la maglia azzurra. 

La Stella d'Oro al Merito Sportivo

L'anno storico fu però il 1977 in cui l'Hockey Novara, oltre a vincere il campionato (senza Olthoff tornato nei Paesi Bassi), raggiunse quota 20 in fatto di scudetti e, siccome a quell'epoca nessuna squadra italiana in nessuna disciplina sportiva aveva raggiunto tale cifra (la Juventus nel calcio conquistò il 17º scudetto, la Pro Recco nella pallanuoto era ferma a 14, mentre l'Olimpia Milano nella pallacanestro era ferma a 19 come la Triestina nell'hockey su pista), il club novarese fu il primo in Italia a cucirsi sulle maglie le due stelle.

### Gli anni ottanta: l'era Ubezio, il primo grande slam, la tragedia Dal Lago

Luciano Ubezio, presidente dell'Hockey Novara durante gli anni '80 e '90.

Dopo aver conquistato lo scudetto del 1977 seguì una crisi di risultati fino all'arrivo nel 1984 alla presidenza del dottor Luciano Ubezio (già Vice Presidente negli anni '70 della Rotellistica Novara), con cui prese il via il primo ciclo vincente dell'Hockey Novara che, dal 1985 al 1988 vinse tre scudetti, quattro Coppe Italia, una Coppa CERS, raggiungendo inoltre due finali di Coppa dei Campioni (1986 e 1988 disputate rispettivamente contro il Porto e il Liceo La Coruña). Con lui iniziò anche l'attività la squadra femminile dell'Hockey Novara.

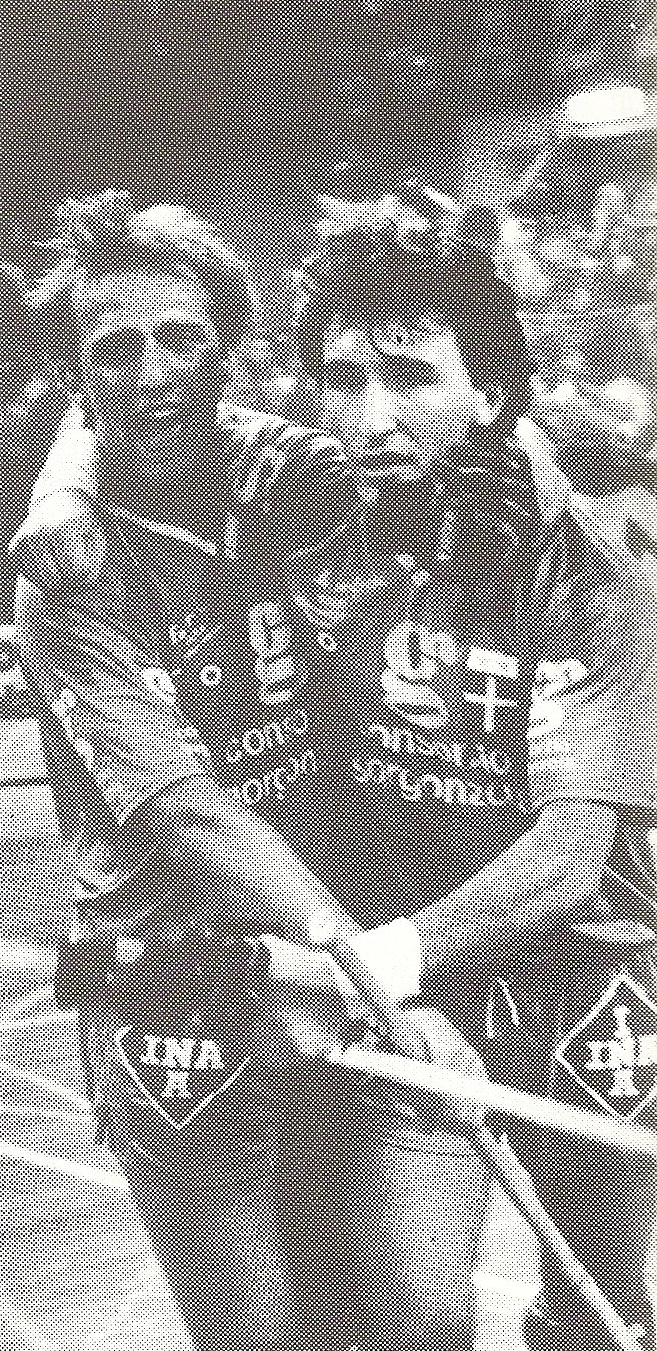
Amato e Dal Lago, morto nel 1988 a 24 anni.

Il primo successo del nuovo Hockey Novara risale alla vigilia del campionato 1984-1985, quando il nuovo presidente riuscì a concludere l'ingaggio del fuoriclasse pugliese Pino Marzella, chiamato a sostituire l'argentino Jorge Luz. Con le sue reti, Marzella contribuì a fare la differenza per la conquista del grande slam dell'Hockey Novara, che comprendeva il ventunesimo scudetto (eguagliando la Juventus nel calcio e l'Olimpia Milano nel basket), la settima Coppa Italia e la prima Coppa CERS (superando nella doppia finale il Cacaolat Cerdanyola). Nel 1985-1986 l'Hockey Novara vinse la sua ottava Coppa Italia ma, per la terza volta nella sua storia, perse la Coppa dei Campioni con il Porto, crollando clamorosamente nel secondo tempo della gara di ritorno davanti ai propri tifosi.
Ai nastri di partenza della stagione 1986-1987, i piemontesi cambiarono tre giocatori rispetto alla stagione precedente, cedendo Massimo Mariotti ma acquistando Pablo Cairo, Franco Amato e il portiere Livio Parasuco. Al termine della stagione il palmarès azzurro si arricchì ugualmente di scudetto e Coppa Italia ma la squadra novarese perse la Coppa delle Coppe per mano del Barcellona solamente a pochi secondi dalla fine.
La stagione 1987-1988 si aprì con l'obiettivo dichiarato di portare a Novara l'ormai stregata Coppa dei Campioni e pertanto la società si rafforzò acquistando il forte portoghese Vitor Hugo (a soli 25 anni annoverava nel suo palmarès 3 Coppe delle Coppe, 1 Coppa Campioni e 1 Supercoppa europea, oltre a 4 scudetti) il quale formò assieme ad Amato, Bernardini e Pablo Cairo un reparto offensivo capace di realizzare 242 reti. In ambito nazionale la stagione terminò con la vittoria del ventitreesimo scudetto e della decima Coppa Italia.
A livello internazionale la squadra approdò in finale di Coppa dei Campioni (per la quarta volta nella sua storia) contro i campioni in carica del Liceo La Coruña ma il sogno di portare il trofeo in Piemonte svanì quando a sei minuti dalla fine della partita (sul risultato di 1 a 1) il giocatore Alejandro Avecilla con una tripletta sancì il 4 a 1 finale.
L'annata 1988-1989 segnò invece un'inattesa svolta nella gestione Ubezio e improvvisamente finì il ciclo vincente dell'Hockey Novara per demeriti tecnici ma soprattutto extratecnici quando il 27 settembre del 1988 perse la vita Stefano Dal Lago, in pista, durante Novara-Forte dei Marmi di Coppa Italia. Tale tragedia segnerà sul piano morale oltre che tecnico il Novara e il Club impiegherà diversi anni per uscirne.

### Gli anni novanta: il secondo grande slam, i sei scudetti in sette anni
Durante gli anni novanta iniziò il secondo grande ciclo vincente del presidente Ubezio.
L'Hockey Novara si presentò ai nastri di partenza del campionato 1992-1993 con i nuovi acquisti: Massimo (si tratta di un ritorno) ed Enrico Mariotti, il portiere Cunegatti i quali sommati ai già collaudati Crudeli, Amato, Bernardini, formarono una squadra capace di vincere tra il 1992 e il 1999 sei campionati italiani, sette Coppe Italia, due Coppe CERS (edizioni 1991-1992, 1992-1993).
I primi successi non si fecero attendere e durante la stagione 1992-1993 mister Innocenti guidò la squadra azzurra alla conquista del secondo grande slam (coppa Italia, scudetto, coppa Cers) dell'Hockey Novara.
Con il successivo venticinquesimo titolo conquistato al termine della stagione 1993-1994 la società superò l'Olimpia Milano (ferma a 24) e la Juventus (ferma a 22) in termini di scudetti vinti e nel 1994 l'Hockey Novara è quindi la società con il maggior numero di titoli italiani vinti nella storia.
Nel campionato successivo arrivò l'ennesimo scudetto e soprattutto la vittoria nella prima (e finora unica) edizione dell'Euro League della storia, in cui si sfidarono le società più blasonate dell'hockey pista.
La stagione 1995-1996 vide la scomparsa del Roller Monza (che nonostante ciò riuscirà a vincere il titolo) seguita da quelle di società storiche quali l'Amatori Lodi e l'Hockey Club Lodi e inoltre si assistette all'interruzione dopo quattro anni del record di imbattibilità in partite di postseason dell'Hockey Novara.
Dopo una stagione caratterizzata quindi dall'impoverimento di alcune società storiche, il campionato 1996-1997 vide come protagoniste l'Hockey Novara e l'Amatori Vercelli. Il presidente Ubezio rafforzò la squadra strappando i forti gemelli Alberto e Alessandro Michielon all'ormai scomparso Roller Monza, riportò a Novara Dario Rigo sacrificando però Enrico Mariotti (passato al Barcellona).
Lo scudetto andò all'Hockey Novara grazie ad una squadra formata dal portiere Cunegatti, i difensori Orlandi, Alberto Michielon Rigo e gli attaccanti Alessandro Michielon, Amato e Bernardini.
Dopo aver vinto lo scudetto ai danni dell'Amatori Vercelli le due stagioni successive (1997-1998 e 1998-1999) ripartirono e si conclusero come la precedente ovvero con le due squadre piemontesi dominatrici incontrastate in campionato e con la vittoria dell'Hockey Novara.

### Gli anni duemila: la terza stella, la crisi dirigenziale
Tra la fine degli anni novanta ed i primi anni 2000, l'Hockey Novara raggiunse i suoi ultimi prestigiosi traguardi sportivi, ma iniziarono a esserci i primi segnali di una crisi societaria che culminerà nel 2009 con la retrocessione a tavolino in serie A2 e il successivo stop parziale dell'Hockey Novara Srl.

#### Periodo 1999-2007: il trentaduesimo scudetto, la linea verde di Rapetto
Al termine della stagione 1999-2000 la società raggiunse il prestigioso traguardo dei trenta scudetti (battendo in finale playoff il Prato nella partita decisiva disputatasi il 21 aprile 2000).
Durante la stagione successiva 2000-2001, all'indomani dell'ennesima coppa Italia vinta (martedì 11 dicembre 2001), la crisi dell'Hockey Novara esplose con l'annuncio delle dimissioni del presidente Ubezio a causa di mancate sponsorizzazioni, fondamentali per lo sviluppo di un qualsiasi progetto duraturo.
Malgrado ciò, gli azzurri piemontesi nel 2001-2002 raggiunsero la cifra record per gli sport di squadra di trentadue scudetti e venti coppe Italia. 
Al termine però del campionato tale situazione di crisi costrinse la società a rinunciare a giocatori del calibro dei gemelli Michielon, del capitano Piscitelli e del portiere Cunegatti per citarne alcuni.
La stagione 2002-2003 si aprì con importanti novità a livello societario: si rinnovò completamente il consiglio direttivo con nomi prestigiosi dello sport cittadino quali l'ex sindaco ed ex presidente Armando Riviera e Renzo Zaffinetti, mentre a livello di sponsor troviamo il contributo della Regione Piemonte. A livello di organico, il presidente Ubezio (nel frattempo ritornato al timone della società) rafforzò la squadra riportando a Novara giocatori del calibro di Roberto Crudeli e Franco Amato ma nonostante ciò l'Hockey Novara non riuscì a vincere alcun titolo.
Nell'estate del 2003 il presidente Ubezio lasciò una società in grosse difficoltà economiche al dott. Massimo Rapetto il quale, pur non avendo a disposizione le risorse economiche passate e quella generazione di hockeisti capaci solo pochi anni prima di cucirsi sul petto la terza stella, rifondò la squadra. Grazie a lui e all'allenatore Belbruno, arrivarono in Italia giovani argentini sconosciuti in Europa (ad esempio Abalos e Molina) che, pur non incrementando il palmarès della società in termini di trofei, riuscirono quantomeno a riportare l'Hockey Novara a disputare una competizione europea grazie al sesto posto ottenuto al termine della stagione 2003-2004.
Dalla stagione 2004-2005 alla 2007-2008 la posizione in classifica della squadra oscillò tra il quinto e sesto posto senza mai andare oltre i quarti di finale playoff.

#### Periodo 2008-2009: la retrocessione a tavolino in A2, lo stop parziale dell'attività sportiva
Nonostante gli sforzi fatti per ricostruire la squadra, l'Hockey Novara si ritrovò in una situazione di abbandono e la retrocessione a tavolino, disposta durante la stagione 2008-2009 dalla FIHP (per il mancato rispetto degli obblighi relativi all'attività giovanile), fu l'epilogo di questa situazione diventata ormai insostenibile.
Successivamente, durante il mese di luglio, il presidente decise di non iscrivere la squadra al campionato di serie A2 per mancanza di fondi pur mantenendo l'iscrizione alla Federazione e, tale decisione, decretò lo stop parziale dell'attività sportiva della società.

#### Periodo 2010-2013: il noleggio del marchio, l'interruzione dell'affiliazione
Durante la stagione 2010-2011 l'Hockey Novara tornò in vita grazie ad un accordo tra il presidente Rapetto e il Roller 3000 (militante in serie A2), che prevedeva il noleggio (di un anno) del marchio Hockey Novara Srl. In questo modo il Roller (con lo sponsor Effenbert) assunse la denominazione di Roller Effenbert Hockey Novara e giocò in maglia azzurra.
Nel 2011 cessò l'affiliazione (la storica nº 4) del glorioso Hockey Novara Srl alla FIHP (oggi FISR); per i troppi debiti, oramai divenuti ingestibili, ereditati dalla precedente proprietà Ubezio, si sospese così la gloriosa storia della società.
Al 2013 l'Hockey Novara non risultava più facente parte delle società iscritte alla Federazione, non svolgeva più attività sportiva dal 2009, ma non era fallito: era stato, per così dire, "ibernato" in attesa di sviluppi futuri.

#### 2021: la riaffiliazione, la ripartenza
A gennaio del 2021 la società è stata riaffiliata alla FISR con il suo storico nº 4. L'attività riparte dal settore giovanile.

## Cronistoria
| Cronistoria dell'Hockey Novara |
| --- |
| - 1924 · Fondazione del Vittoria Hockey Club. - 1925 · Attività in ambito locale. - 1926 · Cambia denominazione in Novara Hockey Club. Attività in ambito locale. - 1927 · Attività in ambito locale. - 1928 · Attività in ambito locale. - 1929 · 3º nel girone finale in Divisione Nazionale. - 1930 · Campione d'Italia (1º titolo). - 1931 · Campione d'Italia (2º titolo). - 1932 · Campione d'Italia (3º titolo). - 1933 · Campione d'Italia (4º titolo). - 1934 · Campione d'Italia (5º titolo). - 1935 · 3º nel girone finale in Divisione Nazionale. - 1936 · Cambia denominazione in Novara Hockey Associazione. - 1936 · Campione d'Italia (6º titolo). - 1937 · 4º nel girone finale in Divisione Nazionale. - 1938 · 4º in Divisione Nazionale. - 1939 · 3º in Divisione Nazionale. - 1940 · Eliminato nelle fasi eliminatorie in Divisione Nazionale. - 1941 · Eliminato nelle fasi eliminatorie in Divisione Nazionale. - 1942 · Eliminato nelle fasi eliminatorie in Divisione Nazionale. - 1943-1944 · Inattivo causa seconda guerra mondiale. - 1945 · Cambia denominazione in Hockey Novara. - 1945 · 3º in Serie A. - 1946 · Campione d'Italia (7º titolo). - 1947 · Campione d'Italia (8º titolo). - 1948 · 3º nel girone finale in Serie A. - 1949 · Campione d'Italia (9º titolo). - 1950 · Campione d'Italia (10º titolo). - 1951 · 3º in Serie A. - 1952 · 3º in Serie A. - 1953 · 2º in Serie A. - 1954 · 4º in Serie A. - 1955 · 7º in Serie A. - 1956 · 6º in Serie A. - 1957 · 3º in Serie A. - 1958 · Campione d'Italia (11º titolo). - 1959 · Campione d'Italia (12º titolo). - 1960 · 3º in Serie A. - 1961 · 4º in Serie A. - 1962 · 4º in Serie A. - 1963 · 5º in Serie A. - 1964 · 2º in Serie A. - 1965 · 2º in Serie A. - 1966 · 4º in Serie A. Vince la Coppa Italia (1º titolo). - 1967 · 2º in Serie A. Vince la Coppa Italia (2º titolo). - 1968 · 2º in Serie A. Eliminato in semifinale di Coppa Italia. - 1969 · Campione d'Italia (13º titolo). Vince la Coppa Italia (3º titolo). - 1970 · Campione d'Italia (14º titolo). Vince la Coppa Italia (4º titolo). Eliminato ai quarti di finale di Coppa dei Campioni. - 1971 · Campione d'Italia (15º titolo). Eliminato ai quarti di finale di Coppa Italia. Finalista di Coppa dei Campioni. - 1972 · Campione d'Italia (16º titolo). Vince la Coppa Italia (5º titolo). Finalista di Coppa dei Campioni. - 1973 · Campione d'Italia (17º titolo). Eliminato al primo turno di Coppa dei Campioni. - 1974 · Campione d'Italia (18º titolo). Eliminato ai quarti di finale di Coppa Italia. Eliminato ai quarti di finale di Coppa dei Campioni. - 1975 · Campione d'Italia (19º titolo). Finalista di Coppa Italia. Eliminato in semifinale di Coppa dei Campioni. - 1976 · 3º in Serie A. Vince la Coppa Italia (6º titolo). Eliminato ai quarti di finale di Coppa dei Campioni. - 1977 · Campione d'Italia (20º titolo). Eliminato in semifinale di Coppa Italia. Eliminato in semifinale di Coppa delle Coppe. - 1978 · 4º in Serie A. Eliminato alla seconda fase a gironi di Coppa Italia. Eliminato al primo turno di Coppa dei Campioni. - 1979 · 4º in Serie A. - 1979-1980 · 10º in Serie A. Eliminato ai quarti di finale di Coppa Italia. - 1980-1981 · 9º in Serie A. Eliminato ai quarti di finale di Coppa Italia. - 1981-1982 · 5º in Serie A. Eliminato ai quarti di finale di Coppa Italia. - 1982-1983 · 5º in Serie A, semifinale dei play-off scudetto. Eliminato agli ottavi di finale di Coppa Italia. - 1983-1984 · 3º in Serie A1, semifinale dei play-off scudetto. Eliminato ai quarti di finale di Coppa Italia. Finalista di Coppa CERS. - 1984-1985 · Campione d'Italia (21º titolo). Vince la Coppa Italia (7º titolo). Eliminato al primo turno di Coppa di Lega. Vince la Coppa CERS (1º titolo) - 1985-1986 · 3º in Serie A1, semifinale dei play-off scudetto. Vince la Coppa Italia (8º titolo). Finalista di Coppa dei Campioni. - 1986-1987 · Campione d'Italia (22º titolo). Vince la Coppa Italia (9º titolo). Finalista di Coppa delle Coppe. - 1987-1988 · Campione d'Italia (23º titolo). Vince la Coppa Italia (10º titolo). Finalista di Coppa dei Campioni. - 1988-1989 · 3º in Serie A1, semifinale dei play-off scudetto. Eliminato in semifinale di Coppa Italia. Eliminato in semifinale di Coppa dei Campioni. - 1989-1990 · 3º in Serie A1, finalista dei play-off scudetto. Finalista di Coppa Italia. Eliminato ai quarti di finale di Coppa CERS. - 1990-1991 · 3º in Serie A1, semifinale dei play-off scudetto. Finalista di Coppa delle Coppe. - 1991-1992 · 3º in Serie A1, semifinale dei play-off scudetto. Vince la Coppa CERS (2º titolo) - 1992-1993 · Campione d'Italia (24º titolo). Vince la Coppa Italia (11º titolo). Vince la Coppa CERS (3º titolo) - 1993-1994 · Campione d'Italia (25º titolo). Vince la Coppa Italia (12º titolo). Eliminato in semifinale di Coppa dei Campioni. - 1994-1995 · Campione d'Italia (26º titolo). Vince la Coppa Italia (13º titolo). Eliminato in semifinale di Coppa dei Campioni. - 1995-1996 · 2º in Serie A1, finalista dei play-off scudetto. Vince la Coppa Italia (14º titolo). Eliminato ai quarti di finale di Coppa dei Campioni. - 1996-1997 · Campione d'Italia (27º titolo). Vince la Coppa Italia (15º titolo). Eliminato alla fase a gironi di Champions League. - 1997-1998 · Campione d'Italia (28º titolo). Vince la Coppa Italia (16º titolo). Eliminato in semifinale di Champions League. - 1998-1999 · Campione d'Italia (29º titolo). Vince la Coppa Italia (17º titolo). Vince la Coppa di Lega (1º titolo). Eliminato in semifinale di Champions League. - 1999-2000 · Campione d'Italia (30º titolo). Vince la Coppa Italia (18º titolo). Vince la Coppa di Lega (2º titolo). Eliminato in semifinale di Champions League. - 2000-2001 · Campione d'Italia (31º titolo). Vince la Coppa Italia (19º titolo). Vince la Coppa di Lega (3º titolo). Eliminato alla fase a gironi di Champions League. - 2001-2002 · Campione d'Italia (32º titolo). Vince la Coppa Italia (20º titolo). Eliminato alla prima fase di Coppa di Lega. Eliminato alla fase a gironi di Champions League. - 2002-2003 · 6º in Serie A1, quarti di finale dei play-off scudetto. Eliminato in semifinale di Coppa Italia. Eliminato alla fase a gironi di Champions League. - 2003-2004 · 8º in Serie A1, quarti di finale dei play-off scudetto. Eliminato alla prima fase di Coppa Italia. Eliminato al primo turno di Coppa CERS. - 2004-2005 · 6º in Serie A1, quarti di finale dei play-off scudetto. Eliminato alla seconda fase di Coppa Italia. - 2005-2006 · 5º in Serie A1, quarti di finale dei play-off scudetto. Eliminato alla seconda fase di Coppa Italia. Eliminato ai quarti di finale di Coppa CERS. - 2006-2007 · 5º in Serie A1, quarti di finale dei play-off scudetto. Eliminato alla seconda fase di Coppa Italia. Eliminato in semifinale di Coppa CERS. - 2007-2008 · 6º in Serie A1, quarti di finale dei play-off scudetto. Eliminato alla prima fase di Coppa Italia. Eliminato ai quarti di finale di Coppa CERS. - 2008-2009 · 14º in Serie A1. Retrocesso in Serie A2. Eliminato alla prima fase di Coppa Italia. Eliminato agli ottavi di finale di Coppa CERS. - 2009-2021 · Inattivo - 2021-oggi · Attività giovanile. |

## Colori e simboli

### Colori
(Lino Grassi, in ricordo delle prime maglie da gioco)
Per la prima partita ufficiale, disputata il 4 giugno del 1925 contro la Pro Vercelli, il Vittoria Hockey utilizzò una maglia azzurra con lo stemma cittadino e calzoncini bianchi e, da allora, la maglia è rimasta quella azzurra (spesso con bordini bianchi) con lo stemma di Novara ("di rosso alla croce d'argento") e, in tempi più recenti, con il logo della società sul petto. I tradizionali calzoncini bianchi, in passato sono stati anche azzurri. I calzettoni sono azzurri e in passato sono stati anche a strisce orizzontali bianche e azzurre. La seconda divisa è tradizionalmente bianca con bordini azzurri, con pantaloncini e calzettoni bianchi. In passato furono utilizzate anche divise totalmente rosse o nere.

### Stemma
Un primo stemma fu un rombo azzurro, contenente in bianco la denominazione Hockey Club Novara con al centro due stecche da hockey incrociate e una pallina.
Il logo storico dell'Hockey Novara è costituito da un pentagono azzurro e bianco all'interno del quale compaiono la denominazione della società, lo stemma della città di Novara, un bastone da hockey su pista e una pallina. Più recentemente, sono state aggiunte tre stelle (simbolo dei trenta scudetti raggiunti) sopra a uno scudetto tricolore su cui compare il numero 32, indicante i campionati vinti nel corso della sua storia dalla società. Una variante a tale logo è un pentagono in cui compaiono sui suoi cinque lati, in successione, trentadue scudetti con il rispettivo anno di conquista.
Negli anni 1990 vi fu affiancato anche un logo di forma circolare.

### Inno
Nel 1987 i tifosi del Commandos Club, sostenitori dell'Hockey Novara e del Novara Calcio, ebbero l'idea di produrre un inno comune alle due squadre azzurre. Nacque così Novara è una sensazione strana, scritto da Giovanni Lucini, musicato da Rino Dimopoli (ex componente dei Delirium) ed eseguito da Marco Finotto e i Blue team.

## Strutture di gioco

### La sala sotterranea del Cinema Vittoria
La prima struttura utilizzata dall'Hockey Club fu la sala sotterranea del cinema Vittoria ubicata sotto i portici di corso Vittorio Emanuele (oggi corso Rosselli) di fronte al Teatro Coccia.
Nel dicembre del 1915 il novarese Ettore Baraggioli aprì sull'allora corso Vittorio Emanuele, il cinema Vittoria (in onore del re Vittorio Emanuele III) sul terreno di un ex convento demolito.
Sotto la sala cinematografica era presente un salone che ospitava partite di hockey, incontri di boxe e serate di ballo.
Nel 1924 in questa sala nacque il Club Vittoria Skating, Danze e Hockey. Qui la società conquistò ben sei scudetti prima di trasferire l'attività ufficiale nella nuova pista di viale Buonarroti. La sala ha ospitato campioni come Cestagalli, Zavattaro, Drisaldi, Grassi, Ciocala e tutti i fondatori dell'Hockey Novara.
Oggi il cinema e la sala sotterranea non sono più presenti, in quanto tutta la zona limitrofa al Vittoria ha subito una profonda ristrutturazione con la costruzione della galleria che unisce corso Rosselli e corso Italia.

### La pista in viale Buonarroti

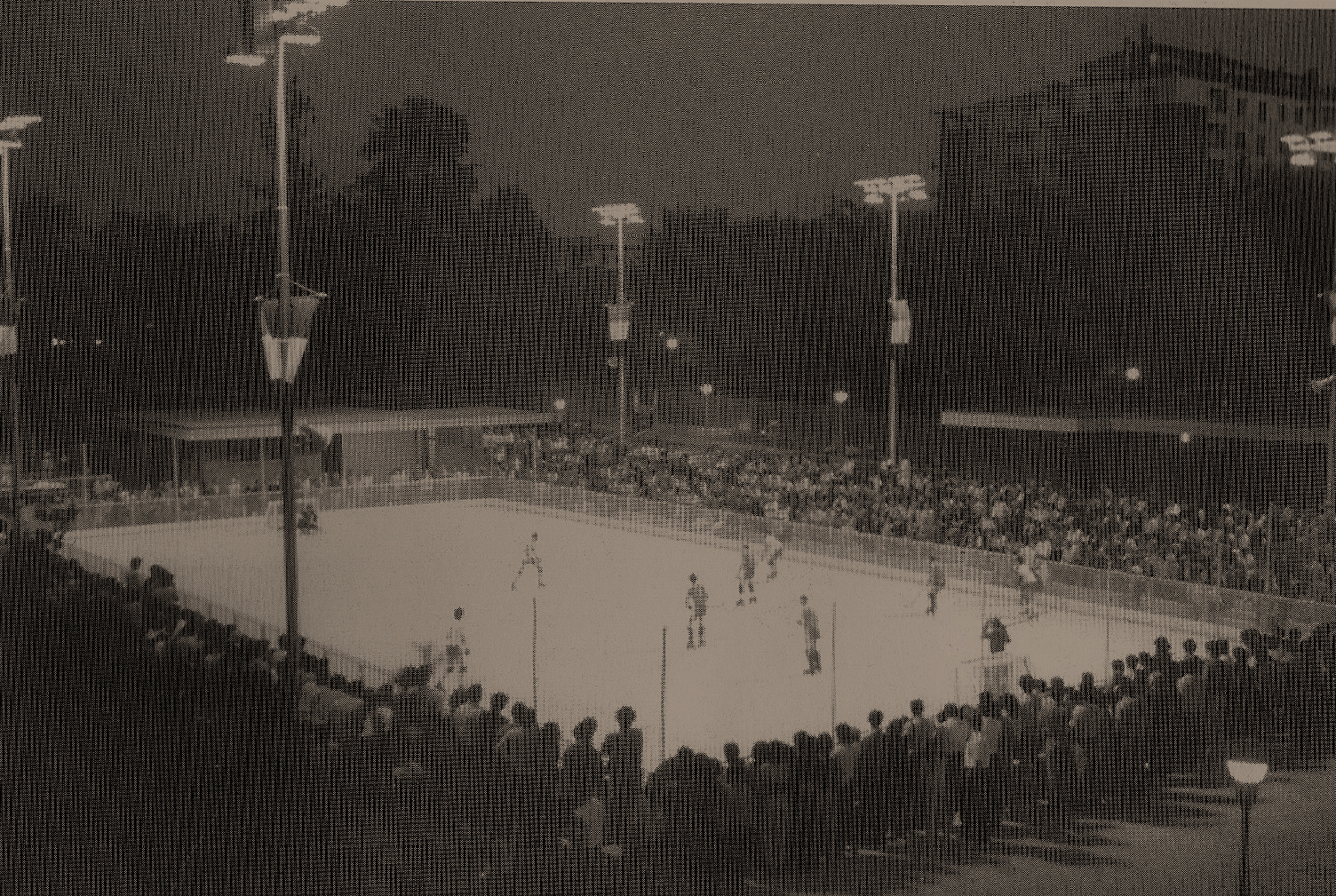
La pista in viale Buonarroti

Dal 1924 al 1935 la squadra alternò allenamenti e preparazione in vista dei campionati tra la sala sotterranea del cinema e le aie delle cascine (tra le quali troviamo la cascina "Sposina").
Al termine del campionato del 1935 i giocatori e il presidente Vittorio Masera si incontrarono con l'allora podestà di Novara Luigi Tornielli per discutere la costruzione di una pista di hockey regolare. A conclusione del colloquio si raggiunse un accordo che prevedeva la costruzione di una pista in zona Allea in caso di scudetto al termine del successivo campionato.
Successivamente la squadra vinse il campionato del 1936 e di conseguenza il podestà dovette mantenere la promessa fatta agli azzurri.
La pista fu costruita a Novara sotto i bastioni dell'allea San Luca, in prossimità di viale Buonarroti. In origine essa si componeva di pista regolare a cielo aperto (oggi dotata di copertura nei mesi freddi), spogliatoi, uffici e tribune. Fu inaugurata il 22 novembre del 1936 e per l'occasione si disputò un torneo al quale presero parte il Dopolavoro Ferroviario Trieste, l'Hockey Roma Parioli e le due squadre novaresi Fascio Gioventù e Hockey Novara.
Nel 1984 la pista fu ristrutturata e il 6 settembre 2008 è stata intitolata al nome di Lino Grassi "pioniere e campione dell'Hockey Novara".

#### La riserva Pomella e la rete 'storica'
Dopo che nel 1935 il Milan Skating interruppe la supremazia dell'Hockey Novara, l'anno seguente la squadra piemontese tornò al successo. Dopo aver superato la fase eliminatoria, nel girone finale disputatosi a Monza si arrivò alla partita decisiva con i rivali del Milan. I rossoneri andarono in vantaggio con Rasponi, poi Zavattaro ristabilì la parità e all'ultimo minuto il giovane rincalzo Pomella con una sua rete 'storica' consegnò il sesto scudetto al Novara e la nuova pista in viale Buonarroti.

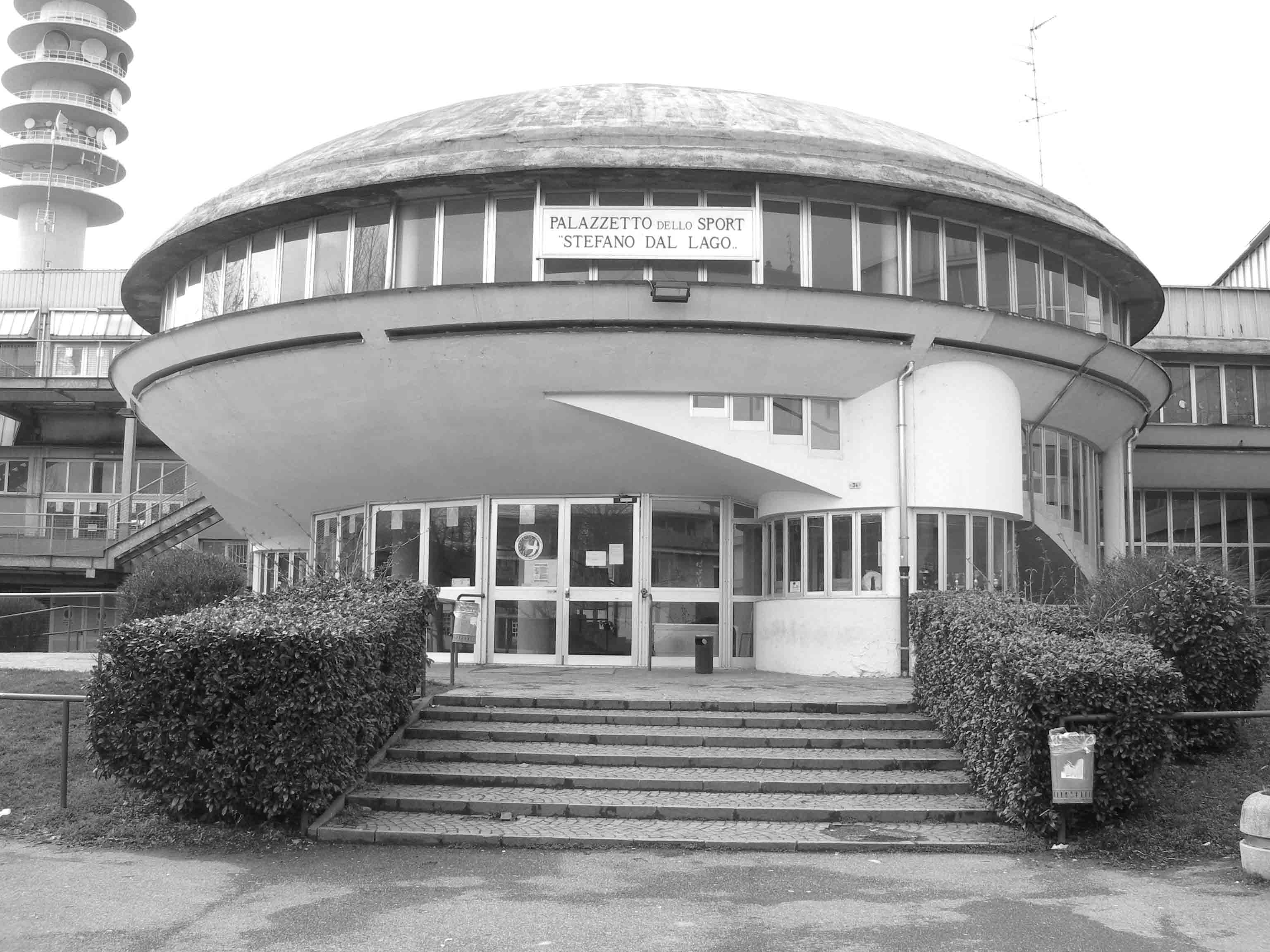
Ingresso principale del Palasport "Stefano Dal Lago"

### Il Palasport in viale Kennedy
Nel 1969 l'Hockey Novara si trasferì nel palazzetto ubicato in viale Kennedy 34, successivamente denominato Palasport Dal Lago in ricordo di Stefano Dal Lago, morto in questa struttura il 27 settembre del 1988 durante un incontro fra il suo Hockey Novara e l'Hockey Club Forte dei Marmi. L'impianto si presenta come una struttura coperta realizzata appositamente per ospitare partite di hockey pista, tribune distribuite su tre lati che permettono di raggiungere una capienza di 2500 posti a sedere. Sotto alle tribune sono presenti quattro palestre utilizzate per pugilato, arti marziali e altre attività.

## Società
- Vittorio Masera (pioniere)
- Francesco "Gip" Cestagalli (pioniere)
- Vittorio Bottini
- Pierino Buscaglia
- Giuseppe Colombara
- Alceo Concia
- Piero Drisaldi
- Renzo Fenini
- Luigi Gallina
- Vittorio Genesi
- Angelo Grassi
- Ignazio Lombardini
- Giuseppe Provvisione
- Bruno Vannucci
- Fiorenzo Zavattaro

La società Hockey Novara nacque nel lontano 1924 nel salone sotterraneo del cinematografo Vittoria per volere di 15 giovani novaresi tra i quali spiccano i nomi di Vittorio Masera e Francesco Cestagalli.
Nel corso del tempo la società passò nelle mani di diverse figure di spicco del panorama imprenditoriale novarese e tra esse troviamo Santino Tarantola durante gli anni settanta e Luciano Ubezio dai primi anni ottanta fino al 2003.
Nel 2004 la società passò nelle mani di Massimo Rapetto il quale si ritrovò a gestire una società sempre più indebitata e, successivamente nel 2011, il presidente noleggiò il marchio storico Hockey Novara alla società Roller 3000 ma il 18 luglio 2013, in occasione di una serata pubblica tenutasi a Novara per salvaguardare l'hockey cittadino, il segretario della Lega Hockey Pista Cesare Ariatti intervenne affermando che «non esiste, sportivamente parlando, nessun Hockey Novara 1924 in quanto non più affiliato alla FIHP dal 2010».
A seguito di tale affermazione Massimo Rapetto, senza voler alzare i toni già duri della polemica, si limitò a esibire tutte le ricevute dei bonifici di affiliazione alla FIHP fatti negli ultimi anni, a partire proprio dal 2010, data della presunta decadenza.

### Presidenti e allenatori
Il primo presidente dell'Hockey Novara fu l'ing. Vittorio Masera, uno dei fondatori. Il periodo più lungo in carica è appannaggio di Vittorio Masera, alla guida della società per quasi 20 anni tra il 1924 e il 1944, seguito dal dottor Luciano Ubezio in carica per 18 anni, dal 1984 al 2002, e dal geom. Santino Tarantola in carica per 10 anni (alternandosi con il geom. Antonio Giulio), dal 1969 al 1979. Da citare anche la presidenza dell'allora sindaco di Novara Armando Riviera il quale, assumendo la reggenza di una società in crisi, creò le condizioni per il successivo passaggio di proprietà a Luciano Ubezio. L'ultimo presidente è il dott. Massimo Rapetto, che rilevò una società ormai in caduta libera da Luciano Ubezio nel 2003. Attualmente risulta essere il proprietario del marchio Hockey Novara 1924.
Inizialmente Vittorio Masera e Cestagalli, oltre a essere rispettivamente presidente e giocatore, per necessità facevano anche l'allenatore. Nel 1937 Cestagalli abbandonò l'attività agonistica e allenò l'Hockey Novara.
Dal campionato del 1951 a quello del 1957, in panchina si alternarono Carlo Ciocala, Federico Colombo e Lino Grassi, ma l'Hockey Novara non riuscì a vincere nessun titolo.
Nel 1958 il Club tornò al successo sotto la guida degli allenatori Giancarlo Gallarini, Grassi e Federico Colombo.
Oltre a loro sono annoverati Panagini, Battistella (allenatore durante il primo grande slam), Innocenti (allenatore durante il secondo grande slam) e Tommaso Colamaria.

### Sedi
Si riporta di seguito l'elenco delle sedi storiche dell'Hockey Novara.
- Sala sotterranea del Cinema Vittoria - corso Vittorio Emanuele 48 (oggi corso Rosselli);
- Caffè Gaja;
- Pista di viale Buonarroti;
- Sala sottostante la Curva Nord dello Stadio Piola - viale Luciano Marmo 6.

### Sponsor
Si riporta di seguito l'elenco degli sponsor ufficiali della società Hockey Novara con il periodo di sponsorizzazione.
- 1924-1980: nessuno sponsor
- 1980-1981: Irge (industria di Turbigo)[71][72]
- 1981-1984: Alivar Pavesi[73][74]
- 1984-1989: Consorzio Gorgonzola[75]
- 1989-1991: Imit (azienda di Castelletto sopra Ticino)
- 1991-1993: Autocentauro[76]
- 1995-1997: Rubinetteria Quaranta[77]
- 1997-1999: Cristina rubinetterie[78]
- 1999-2004: Luigi Francoli grappe[79]
- 2004-2007: nessuno sponsor
- 2007-2008: Redil costruzioni s.r.l.
- 2008-2009: EdilPresta Snc costruzioni edili

## Palmarès

### Competizioni nazionali
55 trofei
- Campionato italiano: 32 (record)

1930, 1931, 1932, 1933, 1934, 1936, 1946, 1947, 1949, 1950 
1958, 1959, 1969, 1970, 1971, 1972, 1973, 1974, 1975, 1977  
1984-1985, 1986-1987, 1987-1988, 1992-1993, 1993-1994, 1994-1995, 1996-1997, 1997-1998, 1998-1999, 1999-2000   
2000-2001, 2001-2002
- Coppa Italia: 20 (record)

1966, 1967, 1969, 1970, 1972, 1976, 1984-1985, 1985-1986, 1986-1987, 1987-1988 
1992-1993, 1993-1994, 1994-1995, 1995-1996, 1996-1997, 1997-1998, 1998-1999, 1999-2000, 2000-2001, 2001-2002  

- Coppa di Lega: 3 (record)

1998-1999, 1999-2000, 2000-2001

### Competizioni internazionali
3 trofei
- Coppa CERS/WSE: 3 (record condiviso con il Barcelos, il Liceo La Coruña e il Lleida)

1984-1985, 1991-1992, 1992-1993

## Statistiche

### Partecipazioni ai campionati
| Livello | Categoria           | Partecipazioni | Debutto   | Ultima stagione | Totale |
| ------- | ------------------- | -------------- | --------- | --------------- | ------ |
| 1º      | Divisione Nazionale | 14             | 1929      | 1942            | 79     |
| 1º      | Serie A             | 39             | 1945      | 1982-1983       | 79     |
| 1º      | Serie A1            | 26             | 1983-1984 | 2008-2009       | 79     |

### Partecipazione alle coppe nazionali
| Competizione  | Partecipazioni | Debutto   | Ultima stagione |
| ------------- | -------------- | --------- | --------------- |
| Coppa Italia  | 40             | 1966      | 2008-2009       |
| Coppa di Lega | 5              | 1984-1985 | 2001-2002       |

### Partecipazioni alle coppe europee
| Competizione                          | Partecipazioni | Debutto   | Ultima stagione | Miglior risultato                                                  |
| ------------------------------------- | -------------- | --------- | --------------- | ------------------------------------------------------------------ |
| Coppa dei Campioni / Champions League | 21             | 1969-1970 | 2002-2003       | Finale nel 1970-1971, nel 1971-1972, nel 1985-1986 e nel 1987-1988 |
| Coppa delle Coppe                     | 3              | 1976-1977 | 1990-1991       | Finale nel 1986-1987 e nel 1990-1991                               |
| Coppa CERS                            | 10             | 1983-1984 | 2008-2009       | Campione nel 1984-1985, nel 1991-1992 e nel 1992-1993              |

### Libri
- Beppe Vaccarone e Leonardo Monteforte, ... e fan 21 Storia del 21º scudetto, Novara, Edizioni Record, 1985.
- Gianfranco Capra, Quaderni novaresi. Lino Grassi la storia dell'hockey, Novara, Zen iniziative, 2008.
- Gianfranco Capra, Tappeto rosso per lo sport novarese, Novara, Azzurra editrice, aprile 2012.
- Gianfranco Capra Mario Scendrate, Hockey su pista in Italia e nel mondo, Novara, S.E.N., 1984.
- Paolo Virdi, 50 minuti di gloria. Gli anni moderni dell'hockey pista. Volume 1, Lodi, Lodinotizie, 2012, ISBN 978-88-908803-0-8.
- Paolo Virdi, 50 minuti di gloria. Gli anni moderni dell'hockey pista. Volume 2, Lodi, Lodinotizie, 2013, ISBN 978-88-908803-1-5.
- Romolo Barisonzo, La mia fatal Novara, Novara, Interlinea edizioni, 1997, ISBN 88-8212-137-2.
- Fernando Castro, Campeonatos do mundo de hóquei em patins: contributos para a sua história, Despertar Memórias, agosto 2011, ISBN 978-989-20-2611-4.
- Andrea Cordovani, La farfalla a rotelle. Stefano Dal Lago: una vita per lo sport, Scarlino, Ouverture Edizioni, 2013, ISBN 978-88-97157-23-6.

### Pubblicazioni
- Marco Barbero, Hockey Novara una storia plurimedagliata (PDF), in SportRegionePiemonte, n. 6/2008, giu 2008. URL consultato il 27 agosto 2013 (archiviato dall'url originale il 9 dicembre 2013).
- Gianfranco Capra, La sala sotterranea del cinema Vittoria, in Novara è, n. 4/2013, aprile 2013.
- Gianfranco Capra, Gli scudetti degli anni '40-'50, in Enciclopedia dello sport di Novara e VCO, supplemento al periodico "Tribuna Sportiva", 27 settembre 1993, n. 58, Novara, 1993.
- Gianfranco Capra Mario Scendrate, Hockey Novara. Tutti i nazionali, in Enciclopedia dello sport di Novara e VCO, supplemento al periodico "Tribuna Sportiva", 25 ottobre 1993, n. 66, Novara, 1993.
- Isabella Arnoldi Giuseppe Cortese, Ubezio, 10 anni di hockey, in Enciclopedia dello sport di Novara e VCO, supplemento al periodico "Tribuna Sportiva", 11 marzo 1994, n. 19, Novara, 1994.
- Gianfranco Capra, Ferruccio Panagini. Il diavolo sulle rotelle, in Enciclopedia dello sport di Novara e VCO, supplemento al periodico "Tribuna Sportiva", 13 dicembre 1993, n. 80, Novara, 1993.
- Devecchi, Quell'Hockey Novara che non c'è più, in Corriere di Novara, n. 100/2013, 13 settembre 2013,  pp. 32-33.